# Заміст
Замі́ст —  село в Україні, у Великобурлуцькій селищній громаді Куп'янського району Харківської області. Населення становить 536 осіб. До 2018 орган місцевого самоврядування — Великобурлуцька селищна рада.

## Географія
Село Заміст знаходиться на лівому березі річки Великий Бурлук, вище за течією примикає село Михайлівка, нижче - селище Великий Бурлук, на протилежному березі село Буряківка. Село знаходиться між залізничними станціями Гнилиця і Селищна.
У селі є три вулиці - Спортивна, Шкільна, Озерна.

## Історія
- 1750 - дата заснування.
- 12 червня 2020 року, відповідно до розпорядження Кабінету Міністрів України № 725-р «Про визначення адміністративних центрів та затвердження територій територіальних громад Харківської області», увійшло до складу Великобурлуцької селищної громади[1].
- 19 липня 2020 року, в результаті адміністративно-територіальної реформи та ліквідації Великобурлуцького району, село увійшло до складу Куп'янського району Харківської області[2].
- 24 лютого 2022 року почалася російська окупація села.
- 11 вересня 2022 року Збройні Сил України в ході Харківської контрнаступальної операції звільнили від російських окупантів населені пункти Великобурлуцької селищної територіальної громади[3].

## Економіка
- В селі є молочно-товарна ферма, машинно-тракторні майстерні.

## Об'єкти соціальної сфери
- Спортивний майданчик.

## Відомі уродженці
- Вельма Анатолій Іванович (1936 — 1994) — радянський військовик, генерал-майор.